# Municipi de Vidin
Vidin - Община Видин (búlgar) - és un municipi búlgar pertanyent a la província de Vidin, amb capital a la ciutat de Vidin. Es troba al nord-est de la província, a la frontera amb Romania, a la riba del Danubi, junt a la ciutat romanesa de Calafat.
L'any 2011 tenia 63.257 habitants, el 92% búlgars i el 6% gitanos. A la ciutat de Vidin, capital municipal que també és la capital de la província, hi viuen tres quartes part de la població del municipi; la resta de la població municipal, uns 15.000 habitants, es reparteixen en 33 localitats més.

## Localitats
El municipi es compon de les següents localitats:
| Localitat        | Ciríl·lic        | Població (desembre de 2009) |
| ---------------- | ---------------- | --------------------------- |
| Vidin            | Видин            | 49 471                      |
| Akatsievo        | Акациево         | 112                         |
| Antimovo         | Антимово         | 616                         |
| Bela Rada        | Бела Рада        | 608                         |
| Botevo           | Ботево           | 82                          |
| Bukovets         | Буковец          | 772                         |
| Dinkovitsa       | Динковица        | 152                         |
| Dolni Boshnyak   | Долни Бошняк     | 77                          |
| Druzhba          | Дружба           | 220                         |
| Dunavtsi         | Дунавци          | 2743                        |
| Gaytantsi        | Гайтанци         | 118                         |
| General Marinovo | Генерал Мариново | 185                         |
| Gomotartsi       | Гомотарци        | 798                         |
| Gradets          | Градец           | 1476                        |
| Ivanovtsi        | Ивановци         | 113                         |
| Inovo            | Иново            | 735                         |
| Kalenik          | Каленик          | 279                         |
| Kapitanovtsi     | Капитановци      | 1186                        |
| Koshava          | Кошава           | 415                         |
| Kutovo           | Кутово           | 837                         |
| Mayor Uzunovo    | Майор Узуново    | 334                         |
| Novoseltsi       | Новоселци        | 879                         |
| Peshakovo        | Пешаково         | 101                         |
| Plakuder         | Плакудер         | 94                          |
| Pokrayna         | Покрайна         | 1301                        |
| Ruptsi           | Рупци            | 165                         |
| Sinagovtsi       | Синаговци        | 430                         |
| Slana Bara       | Слана бара       | 537                         |
| Slanotran        | Сланотрън        | 595                         |
| Tarnyane         | Търняне          | 166                         |
| Tsar Simeonovo   | Цар Симеоново    | 115                         |
| Voynitsa         | Войница          | 123                         |
| Vartop           | Въртоп           | 97                          |
| Zheglitsa        | Жеглица          | 194                         |
| Total            |                  | 66.126                      |